# البيان الفلسفي لمدرسة القانون التاريخي
البيان الفلسفي لمدرسة القانون التاريخي (بالألمانية: Philosophische Manifest der historischen Rechtsschule)‏ هي مخطوطة كتبها  الفيلسوف السياسي الألماني كارل ماركس في عام 1842. نشرت لأول مرة في ملحق صحيفة راينش تسايتونج رقم 221 ، الصادر في 9 أغسطس 1842. قامت الرقابة باقتطاع الفصل عن الزواج في المنشور الأصلي. نشر المقال كاملا لأول مرة في MECW 1927.